# خیانت به راست آمریکا
خیانت به راست آمریکا (به انگلیسی: The Betrayal of the American Right) کتاب نوشته موری روتبارد است که در اوایل دهه 1970 منتشر شد و در سال ۲۰۰۷ توسط موسسه لودویگ فون میزس دوباره نیز منتشر گردید. روتبارد در این کتاب توسعه راست قدیم سیاسی آمریکا را بین دهه‌های 1920 و 1950 شرح می دهد و می گوید که در طول جنگ سرد این راست قدیم به نفع یک راست مداخله‌گرتر از بین رفت. همچنین روتبارد رشد فکری خود را در طی آن دوره توصیف می کند.